# Armored Core: Verdict Day
Armored Core: Verdict Day est un jeu vidéo de combat de mechas développé par FromSoftware et édité par Bandai Namco Entertainment, sorti en septembre 2013 sur PlayStation 3 et Xbox 360. Il constitue une suite directe à Armored Core V, sorti en 2012.

## Accueil
Armored Core: Verdict Day reçoit un accueil critique « mitigé », obtenant sur l'agrégateur Metacritic 66/100 pour la version PlayStation 3 et 65/100 pour la version Xbox 360.